# Golden Globe du meilleur scénario

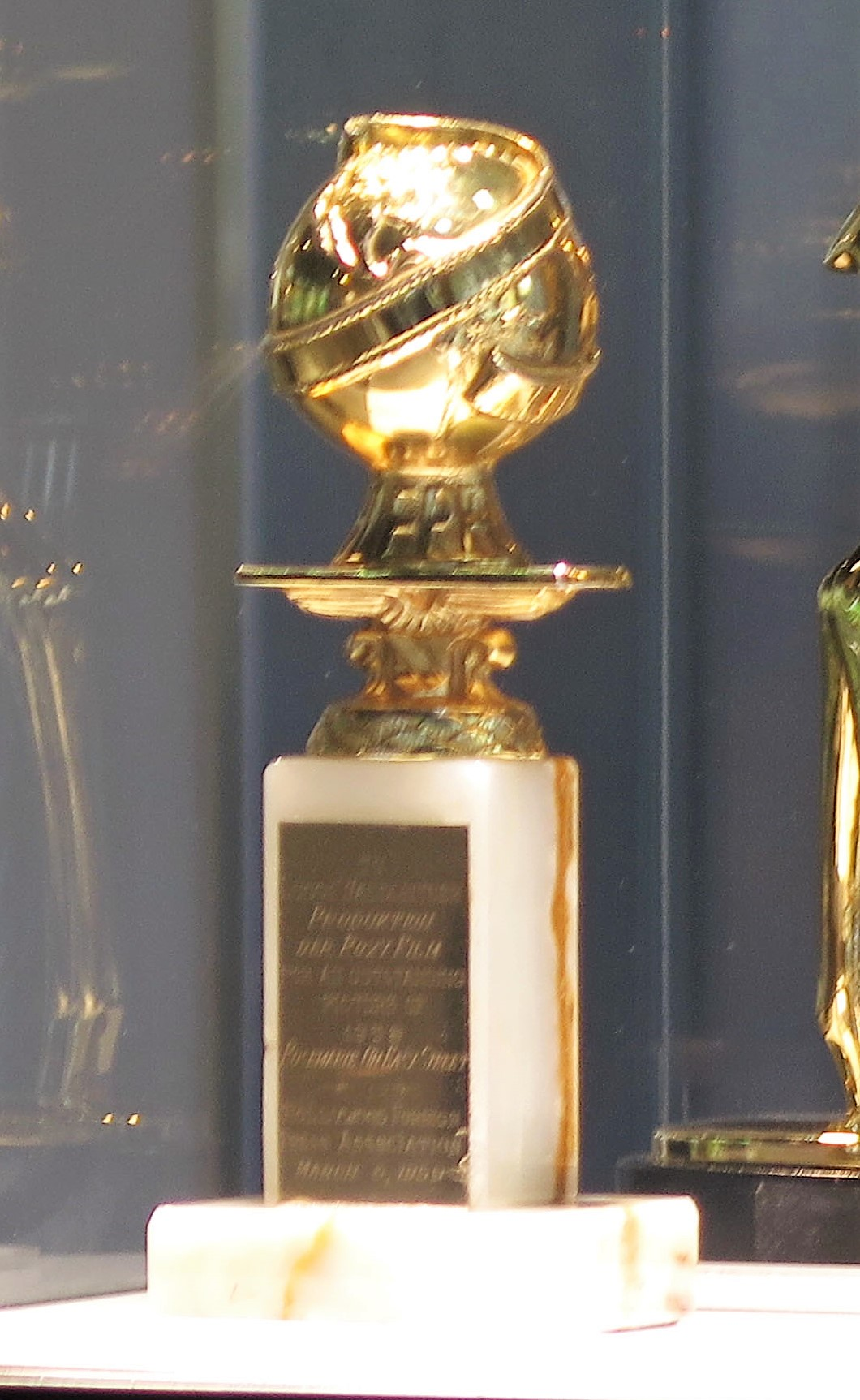
Golden globe.

Le Golden Globe du meilleur scénario (Golden Globe Award for Best Screenplay) est une récompense cinématographique décernée annuellement depuis 1948 par la Hollywood Foreign Press Association.

## Palmarès
Note : Les symboles « ♕ » et « ♙ » indiquent respectivement une victoire et une nomination simultanée à l'Oscar du meilleur scénario adapté / Oscar du meilleur scénario original la même année.

### Années 1940
- 1948 : Le Miracle de la 34e rue (Miracle On 34th Street) – George Seaton ♕
- 1949 : Les Anges marqués – Richard Schweizer et David Wechsler ♙

### Années 1950
- 1950 : Bastogne – Robert Pirosh ♕
- 1951 : Ève (All About Eve) – Joseph L. Mankiewicz ♕
- 1952 : La Nouvelle Aurore (Bright Victory) – Robert Buckner
- 1953 : L'Affaire Cicéron (5 Fingers) – Michael Wilson ♙
- 1954 : Lili – Helen Deutsch ♙
- 1955 : Sabrina – Ernest Lehman, Samuel Taylor et Billy Wilder ♙
- 1956 à 1959 : Non décerné

### Années 1960
- 1960 à 1965 : Non décerné
- 1966 : Le Docteur Jivago (Doctor Zhivago) – Robert Bolt ♕
  - L'Extase et l'Agonie (The Agony and the Ecstasy) – Philip Dunne
  - Un coin de ciel bleu (A Patch of Blue) – Guy Green
  - L'Obsédé (The Collector) – Stanley Mann et John Kohn
  - Trente minutes de sursis (The Slender Thread) – Stirling Silliphant
- 1967 : Un homme pour l'éternité (A Man For All Seasons) – Robert Bolt ♕
  - Qui a peur de Virginia Woolf ? (Who’s Afraid of Virginia Woolf?) – Ernest Lehman
  - La Canonnière du Yang-Tse (The Sand Pebbles) – Robert Anderson
  - Les Russes arrivent (The Russians Are Coming the Russians Are Coming) – William Rose
  - Alfie le dragueur (Alfie) – Bill Naughton
- 1968 : Dans la chaleur de la nuit (In the Heat of the Night) – Stirling Silliphant ♕
  - Le Renard (The Fox) – Lewis John Carlino, Howard Koch
  - Bonnie et Clyde (Bonnie and Clyde) – Robert Benton, David Newman
  - Le Lauréat (The Graduate) – Buck Henry, Calder Willingham
  - Devine qui vient dîner ? (Guess Who's Coming to Dinner) – William Rose
- 1969 : Charly – Stirling Silliphant
  - L'Homme de Kiev (The Fixer) – Dalton Trumbo
  - Le Lion en hiver (The Lion In Winter) – James Goldman
  - Rosemary's Baby – Roman Polanski
  - Les Producteurs (The Producers) – Mel Brooks

### Années 1970
- 1970 : Anne des mille jours (Anne Of the Thousand Days) – John Hale, Bridget Boland, Richard Sokolove♙
  - Butch Cassidy et le Kid (Butch Cassidy and the Sundance Kid) – William Goldman
  - Mardi, c’est donc la Belgique (If It’s Tuesday, This Must Be Belgium) – David Shaw
  - John et Mary (John and Mary) – John Mortimer
  - Macadam Cowboy (Midnight Cowboy) – Waldo Salt
- 1971 : Love Story – Erich Segal ♙
  - MASH (M*A*S*H) – Ring Lardner Jr.
  - Cinq pièces faciles (Five Easy Pieces) – Carole Eastman[1] et Bob Rafelson
  - Husbands – John Cassavetes
  - Scrooge – Leslie Bricusse
- 1972 : L'Hôpital (The Hospital) – Paddy Chayefsky ♕
  - French Connection (The French Connection) – Ernest Tidyman
  - Klute – Andy Lewis, David P. Lewis
  - Kotch – John Paxton
  - Marie Stuart, Reine d'Écosse (Mary, Queen of Scots) – John Hale
- 1973 : Le Parrain (The Godfather) – Francis Ford Coppola, Mario Puzo ♕
  - Avanti! – I.A.L. Diamond et Billy Wilder
  - Délivrance (Déliverance) – James Dickey
  - Frenzy  – Anthony Shaffer
  - Cabaret – Jay Presson Allen
  - Le Brise-cœur (The Heartbreak Kid) – Neil Simon
- 1974 : L'Exorciste (The Exorcist) – William Peter Blatty ♕
  - Permission d'aimer (Cinderella Liberty) – Darryl Ponicsan
  - Chacal (The Day of the Jackal) – Kenneth Ross
  - L'Arnaque – David S. Ward
  - Une maîtresse dans les bras, une femme sur le dos (A Touch of Class) – Melvin Frank et Jack Rose
- 1975 : Chinatown – Robert Towne ♕
  - Conversation secrète (The Conversation) – Francis Ford Coppola
  - Le Parrain 2 (Mario Puzo's The Godfather: Part II) – Francis Ford Coppola et Mario Puzo
  - La Tour infernale (The Towering Inferno) – Stirling Silliphant
  - Une femme sous influence (A Woman Under the Influence) – John Cassavetes
- 1976 : Vol au-dessus d'un nid de coucou (One Flew Over the Cuckoo's Nest) – Lawrence Hauben et Bo Goldman ♕
  - Un après-midi de chien (Dog Day Afternoon) – Frank Pierson
  - Les Dents de la mer (Jaws) – Peter Benchley et Carl Gottlieb
  - Nashville – Joan Tewkesbury
  - Ennemis comme avant (The Sunshine Boys) – Neil Simon
- 1977 : Network – Paddy Chayefsky ♕
  - Taxi Driver – Paul Schrader
  - Marathon Man – William Goldman
  - Le Voyage des damnés (Voyage of the Damned) – Steve Shagan et David Butler
  - Les Hommes du président (All the President's Men) – William Goldman
  - Rocky – Sylvester Stallone
- 1978 : Adieu, je reste (The Goodbye Girl) – Neil Simon ♙
  - Annie Hall – Woody Allen et Marshall Brickman
  - Rencontres du troisième type (Close Encounters of the Third Kind) – Steven Spielberg
  - Le Tournant de la vie (The Turning Point) – Arthur Laurents
  - Julia – Alvin Sargent
- 1979 : Midnight Express – Oliver Stone ♕
  - Le Retour (Coming home) – Waldo Salt et Robert C. Jones ♕
  - Voyage au bout de l'enfer (The Deer Hunter) – Deric Washburn ♙
  - Drôle d'embrouille (Foul Play) – Colin Higgins
  - Intérieurs (Interiors) – Woody Allen ♙
  - Une femme libre (An Unmarried Woman) – Paul Mazursky ♙

### Années 1980
- 1980 : Kramer contre Kramer (Kramer vs. Kramer) – Robert Benton ♕
  - Bienvenue, mister Chance (Being There) – Robert C. Jones
  - Le Syndrome chinois (The China Syndrome) – James Bridges ♙
  - Norma Rae  – Harriet Frank Jr. ♙
  - La Bande des quatre (Breaking Away) – Steve Tesich ♕
- 1981 : La Neuvième Configuration (The Ninth Configuration) – William Peter Blatty
  - Elephant Man (The Elephant Man) – Eric Bergren ♙
  - Raging Bull – Mardik Martin
  - Le Diable en boîte (The Stunt Man) – Lawrence B. Marcus ♙
  - Des gens comme les autres (Ordinary People) – Alvin Sargent ♕
- 1982 : La Maison du lac (On Golden Pond) – Ernest Thompson ♕
  - Absence de malice (Absence of Malice) – Kurt Luedtke ♙
  - La Maîtresse du lieutenant français (The French Lieutenant's Woman) – Harold Pinter ♙
  - Les Quatre Saisons (The Four Seasons) – Alan Alda
  - Reds – Warren Beatty et Trevor Griffiths ♙
- 1983 : Gandhi – John Briley ♕
  - E.T. l'extra-terrestre (E.T. the Extra-Terrestrial) – Melissa Mathison ♙
  - Missing – Costa-Gavras et Donald E. Stewart ♕
  - Tootsie – Larry Gelbart et Murray Schisgal ♙
  - Le Verdict (The Verdict) – David Mamet ♙
- 1984 : Tendres Passions (Terms of Endearment) – James L. Brooks ♕
  - L'Habilleur (The Dresser) – Ronald Harwood ♙
  - L'Éducation de Rita (Educating Rita) – Willy Russell ♙
  - Les Copains d'abord (The Big Chill) – Lawrence Kasdan et Barbara Benedek ♙
  - Reuben, Reuben – Julius J. Epstein ♙
- 1985 : Amadeus – Peter Shaffer ♕
  - La Déchirure (The Killing Fields) – Bruce Robinson ♙
  - La Route des Indes (A Passage to India) – David Lean ♙
  - Les Saisons du cœur (Places in the Heart) – Robert Benton ♕
  - A Soldier's Story – Charles Fuller ♙
- 1986 : La Rose pourpre du Caire (The Purple Rose of Cairo) – Woody Allen
  - Retour vers le futur (Back to the Future) – Bob Gale et Robert Zemeckis ♙
  - Witness – William Kelley et Earl W. Wallace ♕
  - L'Honneur des Prizzi (Prizzi's Honor) – Janet Roach et Richard Condon ♕
  - Out of Africa – Kurt Luedtke ♕
- 1987 : Mission (The Mission) – Robert Bolt
  - Hannah et ses sœurs (Hannah and Her Sisters) – Woody Allen ♕
  - Blue Velvet – David Lynch
  - Mona Lisa – Neil Jordan et David Leland
  - Platoon – Oliver Stone ♙
- 1988 : Le Dernier Empereur (The Last Emperor) – Mark Peploe, Bernardo Bertolucci et Enzo Ungari ♕
  - Broadcast News – James L. Brooks ♙
  - Hope and Glory – John Boorman ♙
  - Engrenages – David Mamet
  - Éclair de lune (Moonstruck) – John Patrick Shanley ♕
- 1989 : À bout de course (Running on Empty) – Naomi Foner ♙
  - Un cri dans la nuit (A Cry in the Dark) – Robert Caswell et Fred Schepisi
  - Mississippi Burning – Chris Gerolmo
  - Rain Man – Ronald Bass et Barry Morrow ♕
  - Working Girl – Kevin Wade

### Années 1990
- 1990 : Né un 4 juillet (Born on the Fourth of July) – Oliver Stone et Ron Kovic ♙
  - Le Cercle des poètes disparus (Dead Poets Society) – Tom Schulman ♕
  - Do the Right Thing – Spike Lee ♙
  - Glory – Kevin Jarre
  - Sexe, Mensonges et Vidéo (Sex, Lies, and Videotape) – Steven Soderbergh ♙
  - Quand Harry rencontre Sally (When Harry Met Sally) – Nora Ephron ♙
- 1991 : Danse avec les loups (Dances With Wolves) – Michael Blake ♕
  - Avalon – Barry Levinson ♙
  - Le Parrain 3 (Mario Puzo's The Godfather: Part III) – Francis Ford Coppola et Mario Puzo
  - Les Affranchis (Goodfellas) – Nicholas Pileggi et Martin Scorsese ♙
  - Le Mystère von Bülow (Reversal of Fortune) – Nicholas Kazan ♙
- 1992 : Thelma et Louise (Thelma and Louise) – Callie Khouri ♕
  - Grand Canyon – Lawrence Kasdan et Meg Kasdan ♙
  - Le Silence des agneaux (The Silence of the Lambs) – Ted Tally ♕
  - Bugsy – James Toback ♙
  - JFK – Oliver Stone et Zachary Sklar (de) ♙
- 1993 : Le Temps d'un week-end (Scent Of a Woman) – Bo Goldman ♙
  - Retour à Howards End (Howards End) – Ruth Prawer Jhabvala ♕
  - Impitoyable (Unforgiven) – David Webb Peoples ♙
  - Des hommes d'honneur (A Few Good Men) – Aaron Sorkin
  - The Player – Michael Tolkin ♙
- 1994 : La Liste de Schindler (Schindler's List) – Steven Zaillian ♙♕
  - Short Cuts – Robert Altman
  - La Leçon de piano (The Piano) – Jane Campion ♕
  - Les Vestiges du jour (The Remains of the Day) – Ruth Prawer Jhabvala ♙
  - Philadelphia – Ron Nyswaner ♙
- 1995 : Pulp Fiction – Quentin Tarantino ♕
  - Forrest Gump – Eric Roth ♕
  - Quatre mariages et un enterrement (Four Weddings and a Funeral) – Richard Curtis ♙
  - Quiz Show – Paul Attanasio ♙
  - Les Évadés (The Shawshank Redemption) – Frank Darabont ♙
- 1996 : Raison et Sentiments (Sense and Sensibility) – Emma Thompson ♕
  - Le Président et Miss Wade (The American President) – Aaron Sorkin
  - Braveheart – Randall Wallace ♙
  - La Dernière Marche (Dead Man Walking) – Tim Robbins
  - Get Shorty – Scott Frank
  - Professeur Holland (Mr. Holland's Opus) – Patrick Sheane Duncan
- 1997 : Larry Flynt (The People VS. Larry Flynt) – Larry Karaszewski et Scott Alexander
  - Le Patient anglais (The English Patient) – Anthony Minghella ♙
  - Fargo – Ethan Coen et Joel Coen ♕
  - Lone Star – John Sayles ♙
  - Shine – Jan Sardi ♙
- 1998 : Will Hunting (Good Will Hunting) – Ben Affleck et Matt Damon ♕
  - Pour le pire et pour le meilleur (As Good As It Gets) – Mark Andrus et James L. Brooks ♙
  - L.A. Confidential – Curtis Hanson et Brian Helgeland ♕
  - Titanic – James Cameron
  - Des hommes d'influence (Wag the Dog) – Hilary Henkin et David Mamet ♙
- 1999 : Shakespeare in Love – Marc Norman et Tom Stoppard ♕
  - Bulworth – Warren Beatty et Jeremy Pikser ♙
  - Happiness – Todd Solondz
  - Il faut sauver le soldat Ryan (Saving Private Ryan) – Robert Rodat ♙
  - The Truman Show – Andrew Niccol ♙

### Années 2000
- 2000 : American Beauty – Alan Ball ♕
  - Dans la peau de John Malkovich (Being John Malkovich) – Charlie Kaufman ♙
  - L'Œuvre de Dieu, la part du Diable (The Cider House Rules) – John Irving ♕
  - Révélations (The Insider) – Michael Mann et Eric Roth ♙
  - Sixième Sens (The Sixth Sense) – M. Night Shyamalan ♙
- 2001 : Traffic – Stephen Gaghan ♕
  - Presque célèbre (Almost Famous) – Cameron Crowe ♕
  - Quills, la plume et le sang (Quills) – Doug Wright
  - Wonder Boys – Steve Kloves ♙
  - Tu peux compter sur moi (You Can Count on Me) – Kenneth Lonergan ♙
- 2002 : Un homme d'exception (A Beautiful Mind) – Akiva Goldsman ♕
  - Gosford Park – Julian Fellowes ♕
  - The Barber (The Man Who Wasn't There) – Joel et Ethan Coen
  - Memento – Christopher Nolan ♙
  - Mulholland Drive – David Lynch
- 2003 : Monsieur Schmidt (About Schmidt) – Alexander Payne et Jim Taylor
  - Adaptation. – Charlie Kaufman et Donald Kaufman ♙
  - Chicago – Bill Condon ♙
  - Loin du paradis (Far from Heaven) – Todd Haynes ♙
  - The Hours – David Hare ♙
- 2004 : Lost in Translation – Sofia Coppola ♕
  - Retour à Cold Mountain (Cold Mountain) – Anthony Minghella
  - In America – Jim Sheridan, Kirsten Sheridan et Naomi Sheridan ♙
  - Love Actually – Richard Curtis
  - Mystic River – Brian Helgeland ♙
- 2005 : Sideways – Alexander Payne et Jim Taylor ♕
  - Aviator (The Aviator) – John Logan ♙
  - Closer, entre adultes consentants (Closer) – Patrick Marber
  - Eternal Sunshine of the Spotless Mind – Charlie Kaufman ♕
  - Neverland (Finding Neverland) – David Magee ♙
- 2006 : Le Secret de Brokeback Mountain (Brokeback Mountain) – Larry McMurtry et Diana Ossana ♕
  - Collision (Crash) – Paul Haggis et Bobby Moresco ♕
  - Good Night and Good Luck – George Clooney et Grant Heslov ♙
  - Match Point – Woody Allen ♙
  - Munich – Tony Kushner et Eric Roth ♙
- 2007 : The Queen – Peter Morgan ♙
  - Babel – Guillermo Arriaga ♙
  - Les Infiltrés (The Departed) – William Monahan ♕
  - Little Children – Todd Field et Tom Perrotta ♙
  - Chronique d'un scandale (Notes on a Scandal) – Patrick Marber ♙
- 2008 : No Country for Old Men – Joel et Ethan Coen ♕
  - Reviens-moi (Atonement) – Christopher Hampton ♙
  - La Guerre selon Charlie Wilson (Charlie Wilson's War) – Aaron Sorkin
  - Le Scaphandre et le Papillon (The Diving Bell And The Butterfly) – Ronald Harwood ♙
  - Juno – Diablo Cody ♕
- 2009 : Slumdog Millionaire – Simon Beaufoy ♕
  - The Reader – David Hare ♙
  - L'Étrange Histoire de Benjamin Button (The Curious Case of Benjamin Button) – Eric Roth ♙
  - Frost/Nixon – Peter Morgan ♙
  - Doute (Doubt) – John Patrick Shanley ♙

### Années 2010
- 2010[2] : In the Air (Up in the Air) – Jason Reitman ♙
  - District 9 – Neill Blomkamp et Terri Tatchell ♙
  - Démineurs (The Hurt Locker) – Mark Boal ♕
  - Pas si simple (It's Complicated) – Nancy Meyers
  - Inglourious Basterds – Quentin Tarantino ♙
- 2011[3] : The Social Network – Aaron Sorkin ♕
  - 127 heures (127 Hours) – Danny Boyle et Simon Beaufoy ♙
  - Inception – Christopher Nolan ♙
  - Tout va bien, The Kids Are All Right (The Kids Are All Right) – Lisa Cholodenko et Stuart Blumberg ♙
  - Le Discours d'un roi (The King's Speech) – David Seidler ♕
- 2012[4] : Minuit à Paris (Midnight in Paris) – Woody Allen ♕
  - Les Marches du pouvoir (The Ides of March) – George Clooney, Grant Heslov et Beau Willimon ♙
  - The Artist – Michel Hazanavicius ♙
  - The Descendants – Alexander Payne, Nat Faxon et Jim Rash ♕
  - Le Stratège (Moneyball) – Steven Zaillian et Aaron Sorkin ♙
- 2013 : Django Unchained – Quentin Tarantino ♕
  - Argo – Chris Terrio ♙
  - Lincoln – Tony Kushner ♙
  - Happiness Therapy (Silver Linings Playbook) – David O. Russell ♙
  - Zero Dark Thirty – Mark Boal ♙
- 2014 : Her – Spike Jonze
  - American Bluff (American Hustle) – Eric Warren Singer et David O. Russell
  - Nebraska – Bob Nelson
  - Philomena – Jeff Pope et  Steve Coogan
  - Twelve Years a Slave – John Ridley
- 2015[5] : Birdman – Alejandro González Iñárritu, Nicolás Giacobone, Alexander Dinelaris, Jr. et Armando Bo ♕
  - Boyhood – Richard Linklater
  - Gone Girl – Gillian Flynn
  - The Grand Budapest Hotel – Wes Anderson
  - Imitation Game (The Imitation Game) – Graham Moore
- 2016 : Steve Jobs – Aaron Sorkin
  - Room – Emma Donoghue
  - Spotlight – Tom McCarthy et Josh Singer
  - The Big Short : Le Casse du siècle (The Big Short) – Adam McKay et Charles Randolph
  - Les Huit Salopards (The Hateful Eight) – Quentin Tarantino
- 2017 : La La Land - Damien Chazelle
  - Nocturnal Animals - Tom Ford
  - Moonlight - Barry Jenkins
  - Manchester by the Sea - Kenneth Lonergan
  - Comancheria - Taylor Sheridan
- 2018 : Trois Billboards : Les Panneaux de la vengeance (Three Billboards Outside Ebbing, Missouri) - Martin McDonagh
  - La Forme de l'eau (The Shape of Water) - Guillermo del Toro et Vanessa Taylor
  - Lady Bird - Greta Gerwig
  - Pentagon Papers (The Post) - Liz Hannah et Josh Singer
  - Le Grand Jeu (Molly's Game) - Aaron Sorkin
- 2019 : Green Book - Peter Farrelly, Brian Hayes Currie et Nick Vallelonga
  - La Favorite (The Favourite) - Deborah Davis et Tony McNamara
  - Roma - Alfonso Cuarón
  - Si Beale Street pouvait parler (If Beale Street Could Talk) - Barry Jenkins
  - Vice - Adam McKay

### Années 2020
- 2020 : Once Upon a Time… in Hollywood - Quentin Tarantino
  - Les Deux Papes - Anthony McCarten
  - The Irishman - Steven Zaillian
  - Marriage Story - Noah Baumbach
  - Parasite - Bong Joon-ho
- 2021 : Les Sept de Chicago (The Trial of the Chicago 7) - Aaron Sorkin
  - Mank - Jack Fincher
  - Promising Young Woman - Emerald Fennell
  - The Father - Christopher Hampton et Florian Zeller
  - Nomadland - Chloé Zhao
- 2022 : Belfast - Kenneth Branagh
  - Licorice Pizza - Paul Thomas Anderson
  - The Power of the Dog - Jane Campion
  - Don't Look Up : Déni cosmique - Adam McKay
  - Being the Ricardos - Aaron Sorkin
- 2023 : Les Banshees d'Inisherin (The Banshees of Inisherin) - Martin McDonagh
  - Tár - Todd Field
  - Everything Everywhere All at Once - Daniel Kwan et Daniel Scheinert
  - The Fabelmans - Steven Spielberg et Tony Kushner
  - Women Talking - Sarah Polley
- 2024 : Anatomie d'une chute - Justine Triet et Arthur Harari
  - Greta Gerwig et Noah Baumbach pour Barbie
  - Tony McNamara pour Pauvres Créatures
  - Christopher Nolan pour Oppenheimer
  - Eric Roth et Martin Scorsese pour Killers of the Flower Moon
  - Celine Song pour Past Lives – Nos vies d'avant

- 2025 : Peter Straughan pour Conclave
  - Jacques Audiard pour Emilia Pérez
  - Sean Baker pour Anora
  - Brady Corbet et Mona Fastvold pour The Brutalist
  - Jesse Eisenberg pour A Real Pain
  - Coralie Fargeat pour The Substance